# یاویرو دیلروسون
یاویرو دیلروسون (انگلیسی: Javairô Dilrosun؛ زادهٔ ۲۲ ژوئن ۱۹۹۸) بازیکن فوتبال اهل هلند است.
از باشگاه‌هایی که در آن بازی کرده‌است می‌توان به باشگاه فوتبال فاینورد و باشگاه فوتبال هرتابرلین اشاره کرد.

## تیم ملی
وی در تیم‌های ملی فوتبال زیر ۱۶ سال، زیر ۱۷ سال، زیر ۱۸ سال، زیر ۱۹ سال، زیر ۲۰ سال، زیر ۲۱ سال و بزرگسالان هلند بازی کرده‌است.